# Johann Baptist Rudolf Kutschker
Johann Baptist Rudolf Kutschker (Wies, 11 aprile 1810 – Vienna, 27 gennaio 1881) è stato un cardinale e arcivescovo cattolico austriaco.

## Biografia
Conseguì la laurea in teologia all'Università di Vienna.
Venne ordinato sacerdote a Vienna il 21 aprile 1833.
Nel 1862 fu consacrato vescovo e gli fu assegnata la sede titolare di Carre. il 15 aprile 1876 divenne arcivescovo di Vienna. Dal 1859 al marzo 1863 ricoprì la carica di cappellano imperiale a Vienna.
Papa Pio IX lo elevò al rango di cardinale nel concistoro del 22 giugno 1877, con il titolo di cardinale presbitero di Sant'Eusebio.
Partecipò al conclave del 1878 che elesse papa Leone XIII.
Morì all'età di 70 anni e la sua salma è inumata nella cattedrale di Vienna.

## Genealogia episcopale e successione apostolica
La genealogia episcopale è:
- Cardinale Scipione Rebiba
- Cardinale Giulio Antonio Santori
- Cardinale Girolamo Bernerio, O.P.
- Arcivescovo Galeazzo Sanvitale
- Cardinale Ludovico Ludovisi
- Cardinale Luigi Caetani
- Cardinale Ulderico Carpegna
- Cardinale Paluzzo Paluzzi Altieri degli Albertoni
- Papa Benedetto XIII
- Papa Benedetto XIV
- Papa Clemente XIII
- Cardinale Giovanni Battista Caprara Montecuccoli
- Vescovo Dionys von Rost
- Vescovo Karl Franz von Lodron
- Vescovo Bernhard Galura
- Vescovo Giovanni Nepomuceno de Tschiderer
- Cardinale Friedrich Johann Joseph Cölestin von Schwarzenberg
- Cardinale Joseph Othmar von Rauscher
- Cardinale Johann Baptist Rudolf Kutschker

La successione apostolica è:
- Vescovo Matthäus Joseph Binder (1873)
- Arcivescovo Eduard Angerer (1876)
- Cardinale Anton Josef Gruscha (1878)